# الطليعة الثورية
الطليعة الثورية (بالإسبانية: Vanguardia Revolucionaria) هو حزب سياسي في بيرو تأسست في عام 1965 من قبل مجموعات ماركسية محتلفة. كان من بين القادة ريكاردو نابوري (الذي أنشأ الحزب بعد المشاركة في حركة اليسار الثوري ) وسيزار بينافيدس وريكاردو ليتس وإدموندو موروغارا ووالتر كوينتيروس.
في عام 1977، شارك الحزب في تأسيس الاتحاد الديمقراطي الشعبي. شارك في انتخابات عام 1978 على قوائم الاتحاد.
في عام 1980 كان الحزب أحد الأعضاء المؤسسين لليسار المتحد.
في عام 1984 اندمج الحزب مع مجموعات أخرى لتشكيل الحزب المريتيجي الموحد.